# Кингсфорд-Смит, Чарльз
Сэр Чарльз Эдвард Кингсфорд-Смит (англ. Charles Edward Kingsford Smith; 9 февраля 1897 года, Гамильтон, Квинсленд, Австралия — 8 ноября 1935 года, Андаманское море) — австралийский лётчик, один из пионеров австралийской авиации. Прозвище — Smithy. В 1928 году стал первым лётчиком, перелетевшим через Тихий океан.

## Биография
Чарльз Кингсфорд-Смит родился 9 февраля 1897 года в Гамильтоне, пригороде Брисбена, и был младшим из семерых детей в семье Уильяма Чарльза Смита, банковского работника, и Кэтрин Мэри Кингсфорд. В 1903—1907 годах жил с семьёй в канадском Ванкувере.
В феврале 1915 года, в возрасте 18 лет, завербовался в Австралийские имперские силы, в составе которых участвовал в Первой мировой войне, будучи сначала сапёром, затем мотоциклистом связи, позднее был переведён в состав Королевского лётного корпуса Великобритании. Во время одного из боевых вылетов в августе 1917 года был ранен в ногу, в результате чего ему ампутировали несколько пальцев на ноге. После этого ранения Чарльз был награждён Военным крестом, но карьера военного лётчика была на этом завершена. До конца войны он продолжал службу в качестве лётного инструктора.
По окончании войны Кингсфорд-Смит перебрался в США, где работал пилотом и каскадёром в Голливуде. В 1921 году вернулся в Австралию, где продолжал работать пилотом, будучи одним из пионеров австралийской авиации.
В 1927 году Кингсфорд-Смит вместе с партнёром Чарльзом Улмом совершили полёт вокруг Австралии, уложившись в 10 дней и 5 часов, что было рекордным временем на тот момент. В 1928 году партнёры отправились в США, чтобы подыскать самолёт, подходящий для транстихоокеанского перелёта. У австралийского полярного исследователя Хьюберта Уилкинса был приобретён трёхмоторный самолёт Fokker F.VIIb-3m. На нём были установлены дополнительные топливные баки, чтобы он смог пересечь Тихий океан.

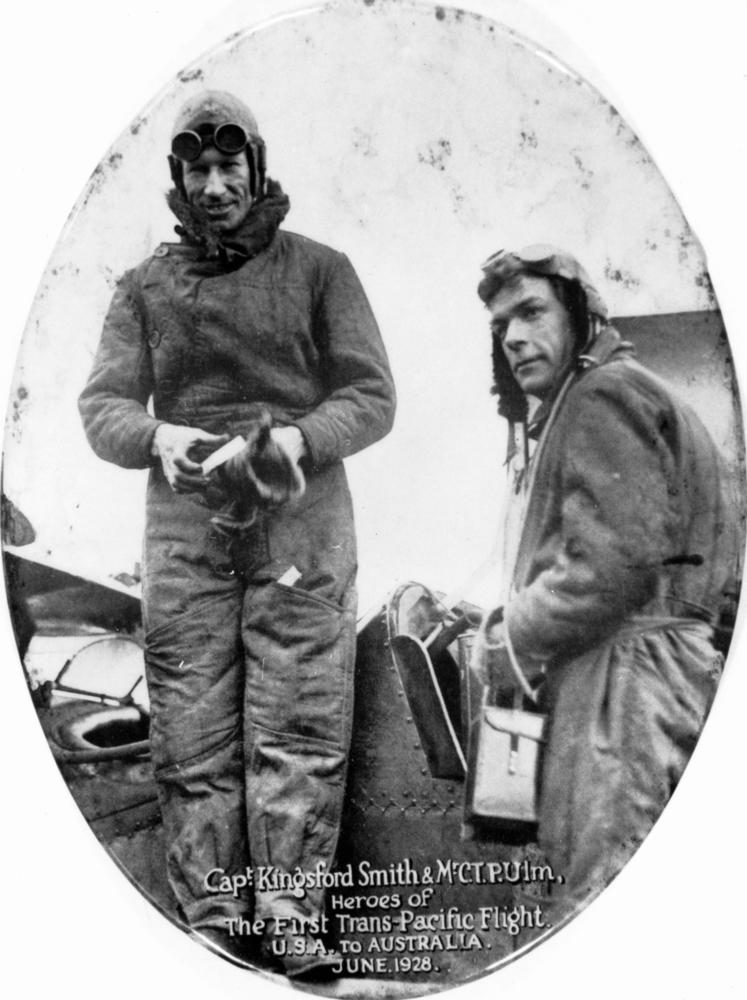
Чарльз Кингсфорд-Смит и Чарльз Улм во время первого транстихоокеанского полёта

31 мая 1928 года Fokker F.VIIb-3m, получивший название «Южный крест» (англ. Southern Cross), с экипажем в составе Чарльза Кингсфорда-Смита, второго пилота Чарльза Улма и двух американцев, штурмана Гарри Лайона и радиста Джеймса Уорнера, вылетел из Окленда, Калифорния. Через 27 часов 23 минуты, пролетев 3876 км., он приземлился в Гонолулу (Гавайские острова) для дозаправки. Следующий участок пути, между Гавайями и Фиджи, стал самым протяжённым — перелёт на расстояние 5079 км., во время которого пилотам пришлось преодолеть тропический шторм, занял 34 часа 32 минуты. 6 июня «Южный крест» совершил посадку в Альберт-Парке города Сува, где его встречали около тысячи зрителей. Что интересно, готовиться к принятию самолёта начали только тогда, когда авиаторы уже вылетели с Гавайев. Последний участок пути до Австралии (2962 км) лётчики преодолели за 20 часов и приземлились в Брисбене 9 июня 1928 года. 26-тысячная толпа встретила лётчиков, как героев. На следующий день авиаторы перелетели в Сидней, где их встречали уже 300 тысяч человек во главе с генерал-губернатором Австралии.
Всего во время перелёта самолёт находился в воздухе 83 часа, преодолев более 11900 километров. За это достижение Кингсфорд-Смит был награждён Крестом Военно-воздушных сил. Также экипаж самолёта получил 25000 долларов от австралийского правительства.
На фоне своих успехов, в 1929 году Чарльз Кингсфорд-Смит и Чарльз Ульм основали компанию Australian National Airways, просуществовавшую до 1931 года.
В августе 1928 года Кингсфорд-Смит совершил первый беспосадочный полёт через всю Австралию — из Пойнт-Кука около Мельбурна в Перт. В сентябре 1928 года Кингсфорд-Смит вместе с Чарльзом Улмом и ещё двумя членами экипажа впервые пересекли Тасманово море, совершив перелёт по маршруту Сидней — Крайстчерч (Новая Зеландия) — лётчики преодолели 2670 км. за 14 часов 25 минут, несмотря на отказ радиооборудования и тяжёлые погодные условия. В 1929 году Кингсфорд-Смит и Улм совершили перелёт из Австралии в Англию, затратив на него 12 дней и 18 часов. В июне 1930 года Кингсфорд-Смит перелетел через Атлантический океан: перелёт между Ирландией и Ньюфаундлендом занял 31,5 часа. За этот перелёт он был удостоен приза Сигрейва и стал первым лауреатом этого приза. Все эти полёты были выполнены всё на том же самолёте «Южный крест». В 1935 году Кингсфорд-Смит продал самолёт австралийскому правительству, ныне он выставлен в мемориале Кингсфорда-Смита возле международного терминала в аэропорту Брисбена.

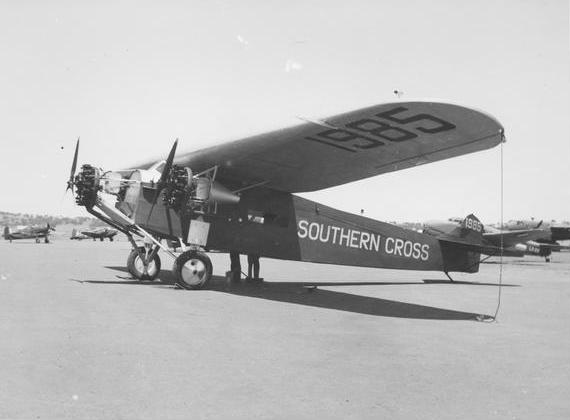
«Южный крест» — первый самолёт, пересекший Тихий Океан

В 1932 году Кингсфорд-Смит был посвящён в рыцари за заслуги перед авиацией. В 1933 году всего за 7 дней совершил одиночный перелёт из Англии в Австралию. В октябре-ноябре 1934 года Кингсфорд-Смит и второй пилот Патрик Гордон Тейлор на самолёте Локхид Альтаир, получившем название «Леди Южный крест» (англ. Lady Southern Cross), впервые перелетели через Тихий океан в обратном направлении — из Брисбена в Сан-Франциско.
В ноябре 1935 года Кингсфорд-Смит и второй пилот Томми Пентибридж на самолёте «Леди Южный крест» отправились из Англии в Австралию, намереваясь установить новый рекорд скорости. Рано утром 8 ноября самолёт пропал в Андаманском море неподалёку от бирманского побережья, направляясь из Аллахабада (Индия) в Сингапур. Поиски ни к чему не привели. Лишь в мае 1937 года бирманские рыбаки нашли часть стойки шасси самолёта на острове к юго-востоку от Рангуна.

## Увековечивание памяти

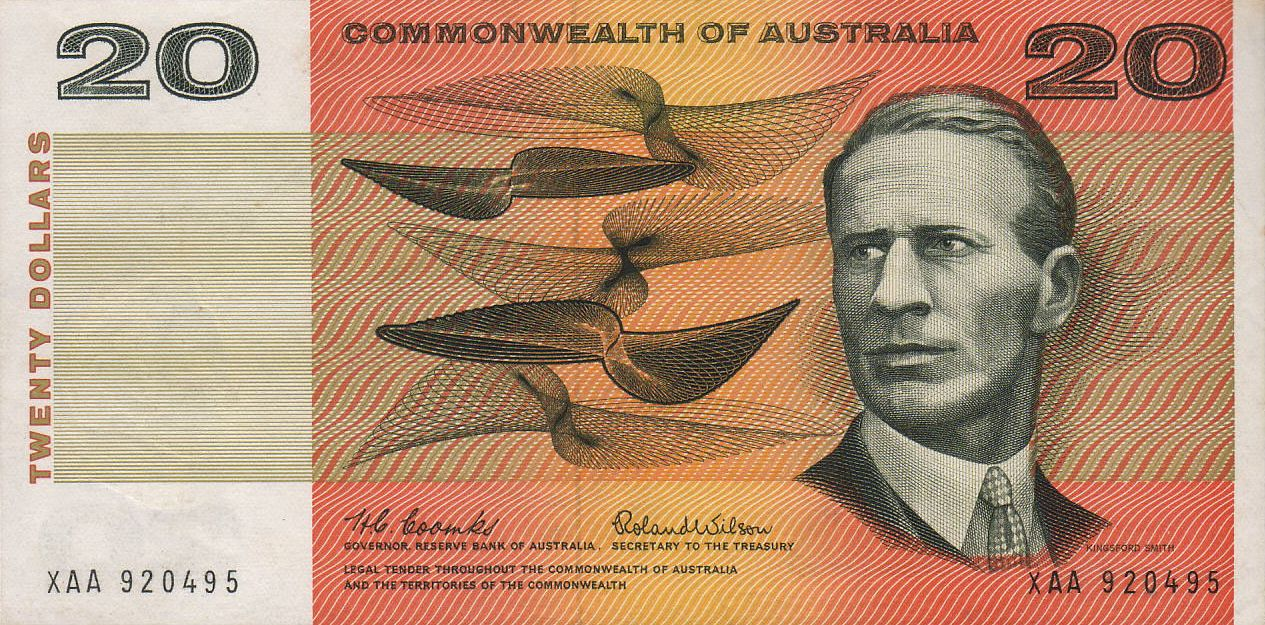
Кингсфорд-Смит на купюре A$ 20 (1966-1994)

- В 1953 году международный аэропорт Сиднея был назван в честь Кингсфорда-Смита.
- Кингсфорд-Смит изображён на купюре в 20 австралийских долларов, бывшей в обращении с 1966 по 1994 год.
- В честь столетия со дня его рождения в 1997 году были выпущены памятные монеты номиналом в 1 австралийский доллар.
- Имя Кингсфорда-Смита носит астероид №11778.